# ヘルマン・ディールス

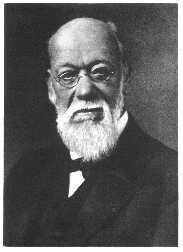
ディールス

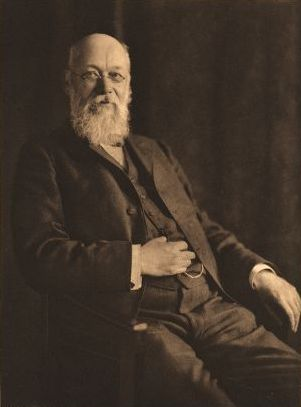
ディールス

ヘルマン・アレクサンダー・ディールス (Hermann Alexander Diels, 1848年5月18日 - 1922年6月4日) は、ドイツの古典文献学者。「ソクラテス以前の哲学者」の文献資料を参照する際の「DK」、すなわちヴァルター・クランツと連名の『ソクラテス以前哲学者断片集』の編者として知られる。ドクソグラフィーや古代技術の研究でも知られる。

## 人物
1848年5月18日、ヴィースバーデンのビープリヒに、鉄道職員の子として生まれる。ボン大学卒業後、ギムナジウム教員を経て、1882年ベルリン大学員外教授となり、1886年正教授となる。プロイセン科学アカデミー会員、イギリス学士院客員会員なども務めた。1922年6月4日ベルリン郊外のダーレムで没した。
ボン大学ではヴィラモーヴィッツ＝メレンドルフやカール・ロバートと親交し、ヘルマン・ウーゼナーの指導を受けた。エドゥアルト・ツェラーからは科学アカデミー会員となる際に推輓を受けた。
教え子にヴェルナー・イェーガー、ヴァルター・クランツ、フェリクス・ヤコービ、パウル・クレッチマー、エルンスト・ホフマン、カール・ケレーニイがいる。
少年時代から機械いじりを好み、晩年はプラトンの目覚まし時計の復元を自作するなど、マイスター気質のある人物だった。当時注目されつつあったアラビア語のギリシア資料も扱っていた。

## 家族
- 息子 ルートヴィヒ・ディールス - 植物学者
- 息子 オットー・ディールス - 化学者
- 息子 パウル・ディールス（ドイツ語版） - 言語学者

## 主な作品
- Doxographi Graeci / coll., rec., prolegomenis indicibusque instruxit Hermannus Diels. Nachdruck der 4. Auflage von 1965: De Gruyter, Berlin 1979, ISBN 3-11-001373-8
- Die Fragmente der Vorsokratiker. 3 Bände., Nachdruck der 6. verbesserten Auflage von 1951/52: Weidmann, Zürich 1996, herausgegeben von Walter Kranz, ISBN 3-296-12201-X, ISBN 3-296-12202-8 und ISBN 3-296-12203-6（初版は1903年）
- Parmenides Lehrgedicht. Nachdruck der 1. Auflage von 1897 (herausgegeben von Jonathan Barnes, Rafael Ferber, Livio Rossetti): Academia Verlag, 2003, ISBN 3-89665-217-6
- Antike Technik: 7 Vorträge. 2., erweiterte Auflage, Teubner, Leipzig und Berlin 1920
- als Hrsg.: Anonymus londinensis ex Aristotelis Iatricis Menoniis et aliis medicis eclogae (= Supplementum Aristotelicum. Band 3,1). Reimer, Berlin 1893.
- Über die Excerpte von Menons Iatrika in dem Londoner Papyrus 137. In: Hermes. Band 28, 1893, S. 407–434.
- Die Handschriften der antiken Ärzte. (= Abh. Königl. Preuss. Akad. Wiss., Phil.-hist. Cl. [1905] 1–158, [1906] 1–115 und [1907] 1–72). Unveränderter, fotomechanischer Nachdruck der Ausgabe von 1905–07, Zentralantiquariat der DDR, Leipzig 1970
- Beiträge zur Zuckungsliteratur des Okzidents und Orients. Unveränderter, fotomechanischer Nachdruck, Zentralantiquariat der DDR, Leipzig 1970.
- Über die Schrift „Antipocras“ des Nicolaus von Polen. In: Sitzungsberichte der königlich Preußischen Academie der Wissenschaften, phil.-historische Klasse. Band 16, Berlin 1916, S. 376–394.
- Hermann Diels: Kleine Schriften zur Geschichte der antiken Philosophie. Hrsg. von Walter Burkert. Wiss. Buchgesellschaft, Darmstadt 1969, S. XIV–XXVI

## 日本語訳
- ヘルマン・ディールス著、平田寛訳『古代技術』※Antike Technik 1924年第3版の訳
  - 1943年、創元社〈創元科学叢書〉、NDLJP:1064616
  - 1970年、鹿島研究所出版会〈SD選書〉
  - 2024年、筑摩書房〈ちくま学芸文庫〉、三村太郎解説、ISBN 978-4480512406
- 内山勝利ほか訳『ソクラテス以前哲学者断片集』全6冊、岩波書店、1996年 ※Die Fragmente der Vorsokratiker 1951-52年第6版のギリシア語部分の全訳 + 原注の抄訳 + 訳注